# Средства производства
Сре́дства произво́дства (средство производства) — совокупность средств труда и предметов труда, используемых человеком в процессе производства материальных благ. 
Средства производства и труд человека неразрывно связаны и взаимообусловлены. Средства производства и люди, обладающие определённым производственным опытом, навыками, физическими возможностями к труду и приводящие эти средства производства в действие, составляют производительные силы. Присвоение средств производства порождает особые общественные взаимоотношения между людьми — производственные отношения.

## Производство средств производства
- «Производство средств производства» (группа «А», в СССР[2]) — производство промышленной продукции (машиностроение, строительство и проч.)